# Verfassungsgesetze des Deutschen Reichs 1933–1945
Die Verfassungsgesetze des Deutschen Reichs waren das seit der nationalsozialistischen Machtergreifung im Deutschen Reich am 30. Januar 1933 bis zur Übernahme der Regierungsgewalt durch alliierte Truppen nach Ende des Zweiten Weltkriegs im Sommer 1945 geltende deutsche Staatsrecht. Den wesentlichen Übergang dorthin bildete die Verordnung des Reichspräsidenten zum Schutz von Volk und Staat vom 28. Februar 1933, mit der zahlreiche individuelle Grundrechte der Weimarer Verfassung auf unbestimmte Zeit außer Kraft gesetzt wurden. Mit dieser Verordnung beendete der NS-Staat eine lange rechtsstaatliche Tradition. Das Ermächtigungsgesetz vom 24. März 1933 hob die Gewaltenteilung auf. Mit zwei Gleichschaltungsgesetzen von März und April 1933 wurde der Bundesstaat in einen Zentralstaat umgewandelt.
Diese von der nationalsozialistischen Ideologie geprägten staatsrechtlichen Gesetze, die hauptsächlich zwischen 1933 und 1935 in Kraft traten, waren die Grundgesetze des nationalsozialistischen Staates. Sie wurden als Verfassungsgesetze bezeichnet, weil sie üblicherweise verfassungsrechtlich geregelte Themen betrafen, wie Gesetzgebungskompetenz, innerstaatliche Gliederung, Staatsangehörigkeit, Staatssymbole, Wehrhoheit, Gebietsbestand und politische Parteien und bildeten den Kern des völkischen Führerstaats. Es kam aber nicht zu einer Zusammenfassung der Staatsgrundgesetze in einer „Hitler-Verfassung“, weder in einer einzelnen Urkunde noch in mehreren.

## „Völkisches Verfassungsrecht“ als ungeschriebenes Verfassungsrecht
Die Rechtstheorie der NS-Zeit ging davon aus, dass sich die „völkische Verfassungsordnung“ in einer geschriebenen Verfassungsurkunde, so wie sie für das 19. Jahrhundert kennzeichnend gewesen wäre, nicht erschöpfen könne. Getreu der Präambel zum 25-Punkte-Programm der NSDAP von 1920 sei sie eine Ordnung auf Zeit, bis in der politischen Gemeinschaft des deutschen Volkes Einheit und Ganzheit gefunden seien. Ihr größter Vorzug sei, dass die Grundordnung nicht erstarre. Das 25-Punkte-Programm, so betonte „Reichsrechtsführer“ und Leiter der Akademie für Deutsches Recht Hans Frank, sei „für das Rechtsdenken und die Rechtswirklichkeit des Dritten Reiches gültig, nicht als formelles Gesetz, sondern kraft des schöpferischen Willens des Führers.“
Hitler erklärte in einer Regierungserklärung als Reichskanzler 1933, dass er den Neuaufbau des Reiches letztlich mit einer Verfassungsurkunde abschließen wolle. 1937 erklärte er, dass ein möglichst kurz zu haltendes Staatsgrundgesetz zu schaffen sei, das die Kinder schon in der Schule lernen müssten. Das Vorhaben wurde nicht weiterverfolgt; selbst eine Beteiligung der gleichgeschalteten Länder an den häufiger werdenden Rechtsverordnungen scheiterte. Die Staatsrechtslehre erwies sich in Ansehung der tatsächlichen Entwicklung des völkischen Verfassungsrechts als irrelevant.

## Ideologische Begründung des völkischen Verfassungsrechts
Vorgedanklicher Ausgangspunkt der nationalsozialistischen Lehre war nicht der Staat, sondern das Volk. Die Volksgemeinschaft sei der Zusammenschluss aller Volksgenossen, zu der nur „Deutschblütige“ gehörten. Alle „Artfremden“ und „Fremdrassigen“ waren davon ausgeschlossen. Ein Jude konnte deshalb nicht Staatsbürger sein. Volk war in diesem Sinne nicht das Staatsvolk, sondern dasjenige Volk, das durch die Einheitlichkeitslehre in seiner „Art“ gebildet sei. Einbezogen waren auch die „Volksdeutschen“, die außerhalb der Grenzen des Altreichs lebten. Das Reich sollte ein völkischer Staat und nur Mittel zum Zweck sein. Der Staatszweck waren die Erhaltung der „rassisch wertvollen Elemente“ und die „Erhaltung des Volkstums“. Das Reich als Einheitsstaat kehrte sich von Rechtsprinzipien auf Länder- und Stammesebene ab. Führerprinzip bedeutete, dass alle administrativen Ebenen und Einrichtungen „führer“kategorial durchzuordnen waren.
Alleinige „Trägerin des deutschen Staatsgedankens“ war die NSDAP. Als angebliche „Schicht der Auserlesenen“ sollte die NSDAP der „Führerorden der Nation“ sein. Die NSDAP bestimmte deshalb die Führungspositionen für die Ämter. Die Behörden hatten mit der NSDAP aufs Engste zusammenzuarbeiten. In Personalunion war der Reichsführer SS auch Chef der deutschen Polizei und Reichsinnenminister. Viele Gauleiter waren zugleich Reichsstatthalter. Die Leitung der ständischen Organisationen, also der Deutschen Arbeitsfront, des Reichsnährstandes und des Rechtswahrerbundes und der Akademie für Deutsches Recht lag in den Händen von Reichsleitern der NSDAP.
Adolf Hitler wurde als „Träger des völkischen Willens“, als Führer, verstanden. Der Führer sollte nicht ein Staatsorgan, sondern Verkörperung des „völkischen Gemeinwillens“ sein. Dem Führer nachgeordnet waren die Unterführer. Trotz aller Organisationsvielfalt und sich überschneidender Zuständigkeitsbereiche von obersten Reichsbehörden und nachgeordneten Behörden blieb dieses „Führerprinzip“ bis zum Kriegsende intakt. Die letzten verbrecherischen Befehle Hitlers wurden bis zu seinem Tod größtenteils befolgt, nicht jedoch der sog. Nerobefehl.

## Weimarer Verfassung
Die Weimarer Reichsverfassung vom 11. August 1919 (WRV) wurde nicht ausdrücklich aufgehoben, anders als ihre Vorgängerin, die Bismarcksche Reichsverfassung. Sie wurde auch nicht durch ein systematisches nationalsozialistisches Gesetzeswerk abgelöst. Zunächst wurde deswegen behauptet, die Weimarer Verfassung habe trotz ihrer nationalsozialistischen Überformung ihre grundsätzliche Geltung bewahrt. Dem widersprachen völkische Juristen. Es wirkten alsbald keine den Rechtsstaat erhaltenden Gesetze mehr, was Adolf Hitlers „Kronjuristen“ Carl Schmitt in seinem Werk Staat, Bewegung, Volk darauf Bezug nehmen ließ: „Die Weimarer Verfassung gilt nicht mehr.“
Das Ermächtigungsgesetz, welches die Gewaltenteilung zwischen Reichstag und Reichsregierung beseitigte und das Gesetz über den Neuaufbau des Reiches waren Kernstücke einer im Entstehen befindlichen Verfassung des Deutschen Reiches. Deren Legitimität beruhe nicht auf positivem Recht, sondern auf der „nationalsozialistischen Revolution“.
Die heutige Verfassungslehre geht davon aus, dass die Weimarer Reichsverfassung in ihren wesentlichen Teilen dauerhaft materiell außer Kraft gesetzt worden war. Sie habe im Jahre 1933 aufgehört, Grundordnung des deutschen Staatswesens zu sein.
Auch während des alliierten Besatzungsrechts wurde die Weimarer Verfassung nicht ausdrücklich außer Kraft gesetzt. Dies geschah erst mit der Einführung des Grundgesetzes für die Bundesrepublik Deutschland. Einige wenige Regeln der Weimarer Reichsverfassung gelten gleichwohl als einfaches Staatsrecht weiter, so zum Beispiel das Recht der Adelsbezeichnungen. Andere Normen galten noch bis zum Inkrafttreten des Grundgesetzes fort, so die staatshaftungsrechtliche Überleitung der Beamtenhaftung auf den Staat gemäß Art. 131 WRV. Außerdem besagt Artikel 140 des Grundgesetzes: „Die Bestimmungen der Artikel 136, 137, 138, 139 und 141 der deutschen Verfassung vom 11. August 1919 sind Bestandteil dieses Grundgesetzes.“

## Elemente der völkischen Verfassung
Zwar gab es keine Kodifikation einer „völkischen Gesamtverfassung“, doch kommen die programmatischen Leitentscheidungen in einzelnen Gesetzen zum Ausdruck. Damit die nationalsozialistischen Programmsätze in geltendes Recht umgesetzt werden konnten, mussten sie als vorrangiges Staatsrecht Verfassungsrang erlangen. Gesetze, denen dies zuteilwurde, waren in historischer Abfolge das Ermächtigungsgesetz, das erste Gleichschaltungsgesetz, das zweite Gleichschaltungsgesetz, das Gesetz gegen die Neubildung von Parteien, das Gesetz zur Sicherung der Einheit von Partei und Staat, das Gesetz über den Neuaufbau des Reichs, die deutsche Gemeindeordnung und das Reichsstatthaltergesetz.

### Grundrechte

#### Reichstagsbrandverordnung
Nach dem Reichstagsbrand Ende Februar 1933 wurden die meisten Grundrechte durch Hindenburgs Reichstagsbrandverordnung faktisch außer Kraft gesetzt. Für persönliche Freiheit, Meinungs- und Pressefreiheit gab es fortan ebenso wenig Garantien wie beispielsweise für den Schutz von Eigentum, Briefgeheimnis oder die Unverletzlichkeit der Wohnung.
In der zeitgenössischen Literatur wurde ein nationalsozialistischer Rechtsstaat völkischen Ursprungs behauptet; dieser hatte mit dem hergebrachten abendländischen Schutz individueller Rechtsgüter nichts mehr gemein. Innerhalb eines halben Jahres wurden aufgrund der Reichstagsbrandverordnung rund 100.000 Gegner des Nationalsozialismus verhaftet. Maßnahmen der Geheimen Staatspolizei (Gestapo) konnten ab 1936 vor den Verwaltungsgerichten nicht mehr angegriffen werden, auch wurde den Gemeinden ab Dezember 1933 gegen Eingriffe in ihre Selbstverwaltungshoheit keine Klagebefugnis mehr zugestanden. Bereits im April 1933 waren Juden und politisch unerwünschte Personen durch das Gesetz zur Wiederherstellung des Berufsbeamtentums aus dem Staatsdienst entfernt worden.

#### Gleichheit vor den Gesetz
Das völkische Prinzip ist die staatsrechtliche Seite des Trugbilds vom Herrschaftsauftrag der germanischen Rasse, deren führende Vertreter daraus einen Anspruch auf Weltherrschaft und auf eine europaweite Eroberungspolitik ableiteten. Das Ideal der „Artreinheit“ des Volkes diente laut nationalsozialistischer Ansicht der Begründung für einen militanten Antisemitismus und bildete so die Grundlage für politische Gemeinschaft.
Das Prinzip der menschlichen Gleichheit erkannte Hitler, wie insgesamt der Nationalsozialismus nicht an. Der Nationalsozialismus geht vielmehr von einer naturgesetzlichen Ungleichheit und Verschiedenartigkeit der Menschen aus. Um an die Begrifflichkeit des Gleichbehandlungsgrundsatzes anzuknüpfen, überlagerte man ihn mit der rechtssprachlich zu etablierenden Wendung der „völkischen Gleichheit“. Anders als der den Staat berechtigenden, genauso aber auch verpflichtenden Grundsatz der Gleichbehandlung in der Weimarer Reichsverfassung, verkürzte die ausgelobte „völkische Gleichheit“ den individuellen Handlungsspielraum des Bürgers und gab in Hinsicht auf den Verpflichtungsstatus des Staates gegenüber dem Bürger keinerlei Handlungs- oder Unterlassungsgarantien ab. Stattdessen konnte der Führer den Wirkungsraum des einzelnen „Volksgenossen“ als Teil der „Volksgemeinschaft“ bestimmen und den privaten Charakter der Einzelexistenz aufheben lassen. Eine Sphäre, die frei von staatlichem Einfluss war, gab es fortan nicht mehr.
Die völkische Ungleichheit beschreibt das Verhältnis zu „Nichtdeutschen“ und zu „Artfremden“. Völker und Einzelpersonen seien grundsätzlich ungleich, und das deutsche Volk sei „Herrenrasse“. Die Fähigkeit, „Artverschiedenheit“ zu entlarven, würde helfen, den Freund vom Feind zu separieren. Die mit rechtlichen Konsequenzen vollzogene Absonderung der Juden in Deutschland wurde unter diesem Gesichtspunkt verdeutlicht. Mit dem Reichsgericht schloss sich auch die höchste Gerichtsbarkeit der Auffassung an, dass Juden rechtlich nicht vollwertig seien. Das nationalsozialistische Macht- und Terrorsystem rechtfertigte mit dieser These der menschlichen und völkischen Ungleichheit („Ungleichartigkeit und Ungleichwertigkeit“) innen- wie außenpolitische Maßnahmen.
Nach Art. 109 WRV, der nicht mit der Reichstagsbrandverordnung außer Kraft gesetzt worden war, waren alle Deutschen vor dem Gesetze gleich. Männer und Frauen hatten grundsätzlich dieselben staatsbürgerlichen Rechte und Pflichten. Nach dem ebenfalls nicht außer Kraft gesetzten Art. 136 WRV waren der Genuss bürgerlicher und staatsbürgerlicher Rechte sowie die Zulassung zu öffentlichen Ämtern unabhängig von dem religiösen Bekenntnis. Das Gesetz zur Wiederherstellung des Berufsbeamtentums vom 7. April 1933 versetzte jedoch Beamte, die wenigstens einen jüdischen Großelternteil hatten, in den Ruhestand. Eine vorläufige Ausnahme galt für Beamte, die seit dem 1. August 1914 und früher verbeamtet worden waren und für Frontkämpfer und deren Väter und Söhne. Das „Frontkämpferprivileg“ war von Reichspräsident von Hindenburg in einem Schreiben an Hitler als Ausnahmeregelung eingefordert worden.

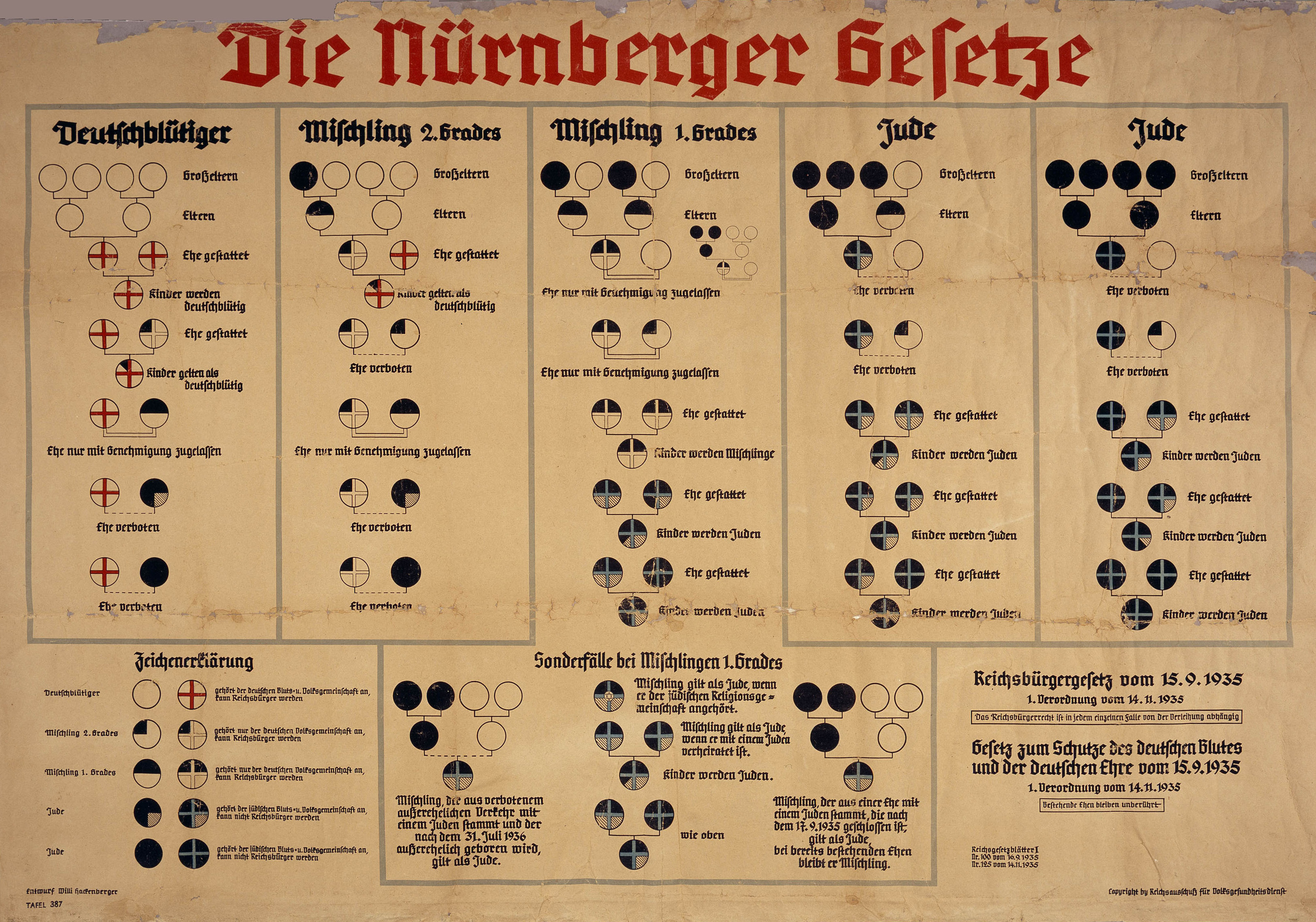
Schaubild zu den Nürnberger Gesetzen

Das Reichsbürgergesetz unterschied zwischen Staatsangehörigen und Reichsbürgern. Reichsbürger konnten nur Staatsangehörige „deutschen oder artverwandten Blutes“ sein. Ein Jude durfte nicht Reichsbürger sein und durfte kein öffentliches Amt bekleiden. Als Jude galt, wer von mindestens drei „der Rasse nach volljüdischen“ Großeltern abstammte. Da eine „Rasse“ nicht nachweisbar war, wurde auf eine gesetzliche Fiktion zurückgegriffen: Nach der ersten Verordnung zum Reichsbürgergesetz galt ein Großelternteil als „volljüdisch“, wenn er der jüdischen Religionsgemeinschaft angehörte. In derselben Verordnung wurde die Entlassung der letzten jüdischen Beamten verfügt, die nach den Bestimmungen des „Frontkämpferprivilegs“ noch im Amt verblieben waren. Das „Blutschutzgesetz“ untersagte Juden die Eheschließung mit Staatsangehörigen „deutschen oder artverwandten Blutes“ und den außerehelichen Verkehr. Beides wurde als „Rassenschande“ mit Zuchthaus oder Gefängnis bestraft.
Nach dem Reichserbhofgesetz konnte nur Bauer sein, wer „deutschen oder stammesgleichen Blutes“ ist. Nach § 13 war das nicht, wer unter seinen Vorfahren väterlicher- oder mütterlicherseits jüdisches oder farbiges Blut hatte.
Die Frauenpolitik in der Zeit des Nationalsozialismus diente vor allem der organisatorischen Erfassung und politischen Integration von Frauen in die bevölkerungspolitisch und erbbiologisch definierte Volksgemeinschaft.

#### „Ballastexistenzen“
Aufgrund des „Erbgesundheitsgesetzes“ konnten sog. Ballastexistenzen gegen ihren Willen und den ihrer Vormünder unfruchtbar gemacht werden. Die zur Entscheidung zuständigen „Erbgesundheitsgerichte“ entschieden nur unter Berücksichtigung des staatlichen Interesses an der Rassenhygiene ohne Abwägung gegen die Interessen des einzelnen Betroffenen. Das Gesetz führte letztlich zu den Krankenmorden in der Zeit des Nationalsozialismus.

#### Abbau der Justizgrundrechte im Strafrecht

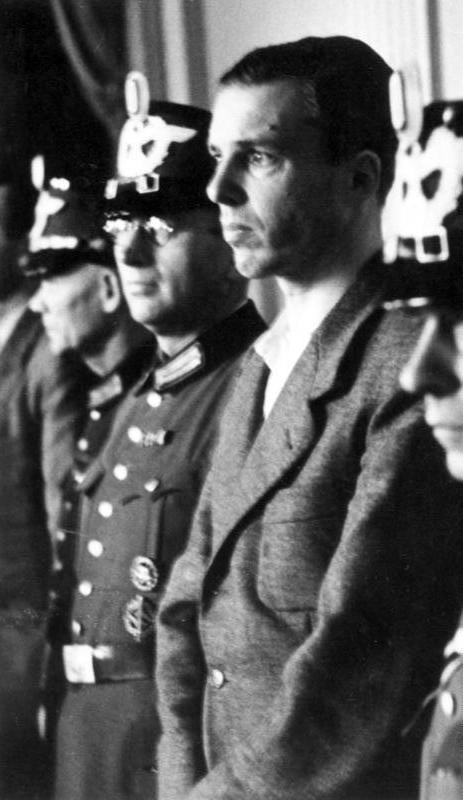
Berthold Schenk Graf von Stauffenberg als Angeklagter vor dem Volksgerichtshof

Der schon im Strafgesetzbuch für den Norddeutschen Bund enthaltene und später in der Weimarer Reichsverfassung garantierte rechtsstaatliche Grundsatz „Keine Strafe ohne Gesetz“ wurde aufgehoben. Nach nationalsozialistischer Auffassung war dieser Grundsatz nur „Magna Charta des Verbrechers“. Er verlor den Schutz vor Willkürmaßnahmen und willfährig eingesetztem, ungeschriebenem Gewohnheitsrecht. So konnte es im Fall der Bestrafung von Marinus van der Lubbe zu einem eklatanten Verfassungsbruch kommen, als der Hauptangeklagte des Reichstagsbrandprozesses, zum besonderen Missfallen der niederländischen Regierung, durch das Gesetz über die Verhängung und den Vollzug der Todesstrafe mit Rückwirkung zum Tode verurteilt wurde.
Freiheitsentziehende Maßnahmen waren nach dem Reichstagsbrand jederzeit und ohne besondere Voraussetzungen zulässig. Dringenden Tatverdachts bedurfte es für einen Freiheitsentzug nicht. Hindenburgs Notverordnung wurde als Rechtsgrundlage für die Verhängung von Schutzhaft und deren Vollzug in Konzentrationslagern der SA, später der SS und zuletzt staatlichen Konzentrationslagern genommen.
Ab 1935 sollte auch eine Tat bestraft werden können, die nach dem Grundgedanken eines Strafgesetzes oder nach gesundem Volksempfinden Bestrafung verdient. Fand sich keine Strafvorschrift, so sollte die Tat nach dem Gesetz bestraft werden, dessen Grundgedanke am besten auf die Tat zutraf. Die Verwirklichung eines ähnlichen Tatbestands sollte für eine Bestrafung ausreichen, was auch noch die Aushebelung des strafrechtlichen Analogieverbotes bedeutete.
Auch das rechtsstaatliche Verbot der Mehrfachbestrafung, das allerdings nicht in der Weimarer Reichsverfassung enthalten war, wurde abgeschafft. Wurde eine Strafe vom Volksgerichtshof wegen erlittener Untersuchungshaft für verbüßt erklärt, oder ein Angeklagter freigesprochen, überstellte ihn der Vollstreckungsbeamte der Geheimen Staatspolizei. Diese konnte die Schutzhaft anordnen und diese durch Einweisung in ein Konzentrationslager vollziehen. Auch in anderen Fällen wurde KZ-Haft angeordnet.
In Fällen der nichtpolitischen Kriminalität wurde ab 1936 im Erlasswege die Vorbeugungshaft eingeführt. Diese war regelmäßig mit der Einweisung in ein Konzentrationslager verbunden. Die Vorbeugungshaft war weder gesetzlich geregelt noch gerichtlich anfechtbar.
Innerhalb weniger Jahre wurden viele Gesetze erlassen, die durch Ausweitung der Todesstrafe in der Gesamtschau das Strafrecht in ein Instrument des Terrors verwandelten. Während vor 1933 nur für drei Straftatbestände die Todesstrafe vorgesehen war, gab es 1943/1944 wenigstens 46 Tatbestände, in denen die Todesstrafe angedroht war. Insgesamt wurde reger Gebrauch von der Höchststrafe gemacht und die Gerichte verhängten zwischen 1933 und 1945 über 40.000 Todesurteile.
Weitere Verschärfungen des Strafrechts waren:
- ab 1934 das Heimtückegesetz.[77] Vorgesehen war Gefängnis bis zu fünf Jahren für gehässige und hetzerische Äußerungen. Die Wahrheit der Äußerungen war kein Rechtfertigungsgrund.
- ab 1935 das Blutschutzgesetz.[78] Eheschließungen zwischen Juden und Nichtjuden, ebenso außerehelicher Verkehr zwischen Juden und Nichtjuden wurde mit Gefängnis oder Zuchthaus bestraft.
- ab 1939 die Kriegssonderstrafrechtsverordnung.[79] Die Todesstrafe wurde ausgeweitet auf Spionage, Freischärlerei, Zersetzung der Wehrkraft und Fahnenflucht.
- ab 1939 die Verordnung gegen Volksschädlinge.[80] Die Todesstrafe wurde ausgeweitet auf jede Straftat, bei der der Täter unter Ausnutzung der durch den Kriegszustand verursachten außergewöhnlichen Verhältnisse gehandelt hat; Kurzbezeichnung war „Verdunklungsverbrechen“.
- ab 1939 die Verordnung gegen Gewaltverbrecher.[81] Für Straftaten, die unter Benutzung einer Waffe verübt wurden, wurde die Todesstrafe vorgesehen. Dies galt auch für den Versuch und für Straftaten, die vor Inkrafttreten der Verordnung begangen wurden, also mit Rückwirkung.
- ab 1941 die Novellierung des Strafgesetzbuchs.[82] Erstmals wird der Tätertyp im Strafgesetzbuch benannt. Nach Auffassung von Roland Freisler sollte der besondere Teil des Strafgesetzbuchs Tätertypen anstelle von Handlungsbeschreibungen aufstellen. Der Tätertyp erwecke im Leser eine Persönlichkeitsvorstellung, die lebendiger und nachhaltiger sei als eine Handlungsbeschreibung.[83]
- ab 1941 die Polenstrafrechtsverordnung.[84] Für deutschfeindliche Äußerungen war die Todesstrafe als Regelstrafe vorgesehen. Das Singen polnischer patriotischer Lieder galt als deutschfeindlich und unterlag der Regelstrafe (mithin der Todesstrafe).[85]
- ab 1944 die Kriegssonderstrafrechtsverordnung 1944.[86] Bei allen Straftaten kann auf Todesstrafe erkannt werden, wenn der regelmäßige Strafrahmen nach gesundem Volksempfinden zur Sühne nicht ausreicht.

### Staatsorganisationsrecht

#### Übertragung der Gesetzgebungsbefugnis vom Reichstag auf die Reichsregierung
Reichsgesetze konnten seit dem Ermächtigungsgesetz auch von der Reichsregierung ohne Mitwirkung des Reichstags beschlossen werden. Dies galt auch für verfassungsändernde Gesetze, soweit sie von Reichsregierung und Reichstag nicht aufgehoben wurden. Verträge mit auswärtigen Staaten konnten auch ohne die Zustimmung des Reichstags abgeschlossen werden. Der Reichstag konnte aber wie bisher beteiligt werden.
Von 993 Gesetzen in der Zeit des Nationalsozialismus wurden nur acht vom Reichstag erlassen. Die Übertragung der Gesetzgebungskompetenz war ursprünglich bis zum 1. April 1937 befristet. Sie wurde zweimal durch den Reichstag befristet verlängert und am 10. Mai 1943 dann auf unbestimmte Zeit. Das bedeutete das Ende des Parlamentarismus und des Wahlrechts. Bei Carl Schmitt lässt sich nachlesen, dass die liberal-verfassungsstaatliche Trennung von Regierung und Gesetzgebung unerwünscht und auf Dauer zu überwinden war.

#### Gleichschaltung der Länder
Die Gleichschaltung der Länder vollzog sich in mehreren Stufen. Mit dem Vorläufigen Gesetz zur Gleichschaltung der Länder mit dem Reich vom 31. März 1933, einem Reichsregierungsgesetz, wurden sowohl die Landtage beziehungsweise Bürgerschaften als auch die gemeindlichen Selbstverwaltungskörper wie Gemeinderäte, Kreis- und Bezirkstage aufgelöst und nach den Stimmenzahlen neu gebildet, die bei der Wahl zum Deutschen Reichstag am 5. März 1933 innerhalb eines jeden Landes beziehungsweise im Gebiet der Wahlkörperschaft auf die Wahlvorschläge entfallen waren. Bei dieser Wahl war die NSDAP mit 43,9 % der Stimmen stärkste Kraft geworden, wenngleich sie die absolute Mehrheit verfehlt hatte. Die auf die Kommunistische Partei entfallenen Stimmen entfielen ersatzlos. Einzige Ausnahme war der Preußische Landtag, der zugleich mit dem Reichstag am 5. März 1933 neu gewählt worden war. Eine Auflösung des Reichstags bewirkte ohne weiteres auch die Auflösung der Volksvertretungen der Länder. Die Gesetzgebungskompetenz wurde den Landesregierungen übertragen.
Wenig später wurden Reichsstatthalter eingesetzt. Diese konnten den Vorsitzenden der Landesregierung ernennen und entlassen, den Landtag auflösen und Neuwahlen anordnen. Sie hatten für die Verwirklichung der vom Reichskanzler aufgestellten Richtlinien zu sorgen. Der Reichsstatthalter war der wesentliche Herrschaftsträger im Lande. Mit einem Gesetz des Reichstags wurden Anfang Januar 1934 alle Hoheitsrechte der Länder auf das Reich übertragen und die Gleichschaltung vollendet. Die Landesregierungen blieben zwar bestehen, wurden aber der Reichsregierung als Reichsmittelbehörden unterstellt. Die Landtage wurden abgeschafft; die Länder hingegen blieben als Reichsverwaltungsbezirke mit vermögensrechtlicher Sonderstellung bestehen und behielten ihr Vermögen, darunter auch den Staatsforst. Sie waren aber keine Staaten mehr. Die Reichsstatthalter wurden nur noch für besondere unmittelbare Zugriffe benötigt. Sie wurden dem Reichsinnenministerium unterstellt und verloren das Recht, direkt dem Führer zu berichten. Durch Reichsregierungsgesetz wurde der Reichsrat aufgelöst. Damit war der Föderalismus insgesamt beseitigt worden, was in der Konsequenz wiederum die Auflösung des Reichsrates rechtfertigte.

#### Neues Verfassungsrecht durch Regierungsgesetz
Mit dem Gesetz über den Neuaufbau des Reichs verschaffte sich die Reichsregierung die Befugnis, gänzlich neues Verfassungsrecht zu setzen, ohne auf Änderungen der Weimarer Reichsverfassung beschränkt zu sein.

#### Das Deutsche Reich als Ein-Partei-Staat
Mit dem „Gesetz zur Sicherung der Einheit von Partei und Staat“ vom 1. Dezember 1933 wurde die NSDAP zur einzigen zugelassenen Partei. Dieses Gesetz bestimmte für Mitglieder der NSDAP und SA erhöhte Pflichten gegenüber Führer, Volk und Staat. Wer es unternahm, eine neue politische Partei zu bilden, konnte mit Zuchthaus bis zu drei Jahren bestraft werden. Auch für Vorhaben, die in einem frühen Vorbereitungsstadium beendet wurden, war nicht die für Versuchs- und Vorbereitungshandlungen übliche Strafmilderung vorgesehen. Die NSDAP wurde kraft Gesetzes „Trägerin des Staatsgedankens“ und mit dem Staat „unauflöslich verbunden“.

#### Das Führerprinzip

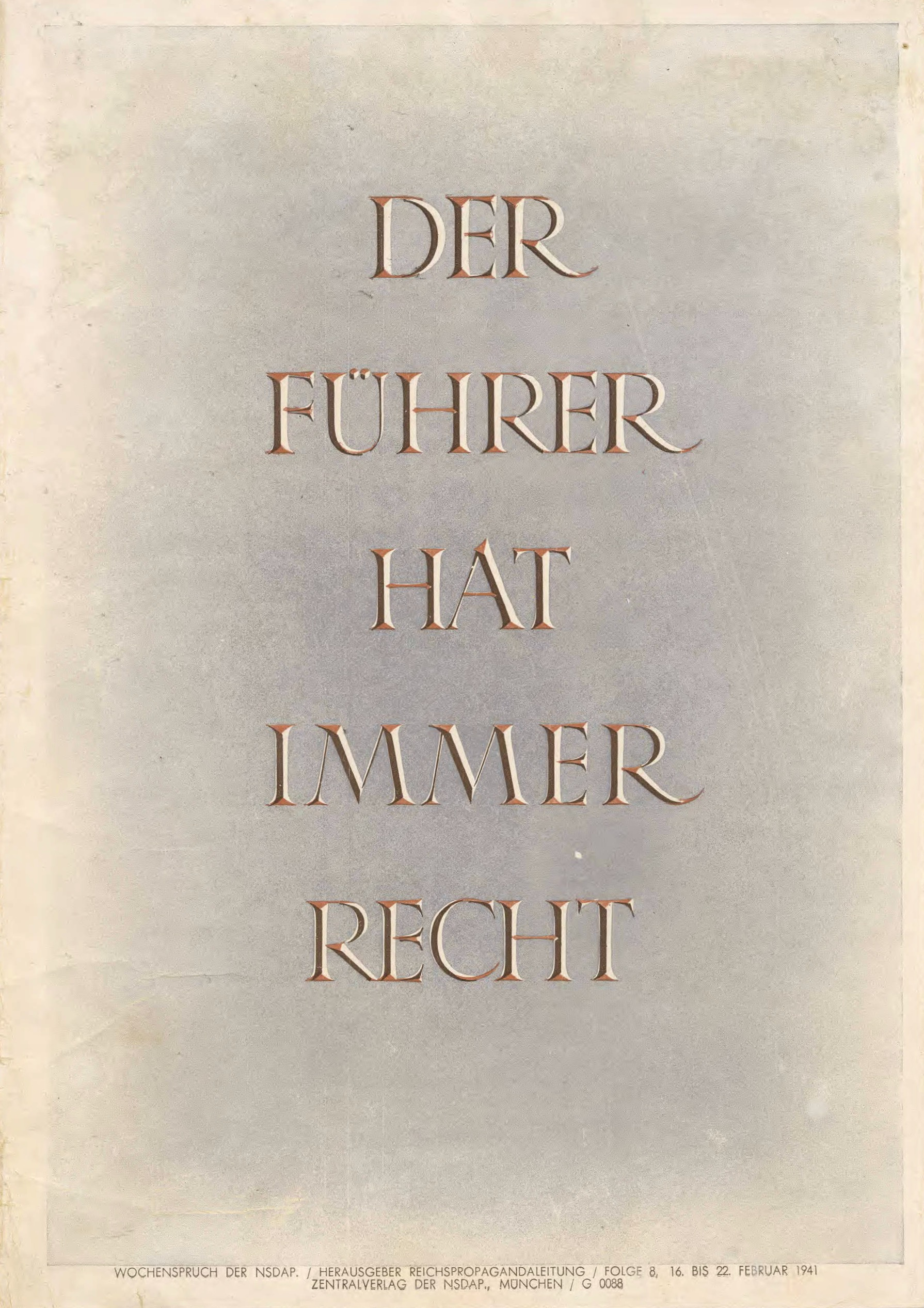
Wochenspruch der NSDAP, 16. Februar 1941

Nach dem Tod des Reichspräsidenten Paul von Hindenburg wurde das Amt des Reichspräsidenten mit dem Amt des Reichskanzlers gesetzlich vereinigt. Infolgedessen gingen die Befugnisse des Reichspräsidenten auf den „Führer und Reichskanzler“ Adolf Hitler über. „Führer“ war zunächst nur die Bezeichnung für den Führer der NSDAP und der nationalsozialistischen Bewegung. Erst drei Wochen nach der Vereinigung der Ämter wurde geregelt, dass Führer der „Führer des Deutschen Volkes und Reiches“ ist. Der Titel Reichspräsident durfte auf Hitler nicht mehr angewendet werden.
Hitler war seit der Machtergreifung am 30. Januar 1933 als Reichskanzler der Regierungschef und bestimmte die Richtlinien der Politik (Art. 55, 56 WRV). Als Reichspräsident vertrat er außerdem das Reich völkerrechtlich und schloss im Namen des Reichs Bündnisse und andere Verträge mit auswärtigen Mächten. Er ernannte und entließ die Reichsbeamten und die Offiziere, hatte den Oberbefehl über die gesamte Wehrmacht des Reichs inne und konnte, wenn im Deutschen Reich die öffentliche Sicherheit und Ordnung erheblich gestört oder gefährdet wird, die zur Wiederherstellung der öffentlichen Sicherheit und Ordnung nötigen Maßnahmen treffen, erforderlichenfalls mit Hilfe der bewaffneten Macht. Zudem übte er für das Reich das Begnadigungsrecht aus.
Laut Beschluss des Großdeutschen Reichstags vom 26. April 1942 hatte Hitler „die Eigenschaft als Führer der Nation, als Oberster Befehlshaber der Wehrmacht, als Regierungschef und oberster Inhaber der vollziehenden Gewalt, als oberster Gerichtsherr und als Führer der Partei die Regierungsgewalt“ inne, „ohne an bestehende Rechtsvorschriften gebunden zu sein“ (Legibus solutus). Es herrschte allein der „völkische Gemeinwille des Führers.“
Auch die zeitgenössische Staatsrechtslehre vertrat die Auffassung, der Führer habe allumfassende Führergewalt und sei erster Richter seines Volkes.

#### Die Rechtsstellung des „Volksgenossen“
Ein Gesetz, das die Rechte und Pflichten des „Volksgenossen“ umfassend und abschließend beschrieb, gab es nicht. Grundsätzlich sollte der „Volksgenosse“ die ihm vom Führer eingeräumte Stellung repräsentieren und als „wirklicher Gefolgsmann“ dienen. Je nach Anlagen und Kräften, nach Einsatzbereitschaft und Leistungsvermögen solle sich diese Grundeigenschaft entsprechend ausdrücken. Im Kern wurden die Rechte der Familie, des Eigentums und die Verfügbarkeit von Arbeitskraft als das Gerippe des Volksgenossen gesehen, um welches herum sich das Körperfleisch der neuen ausgerufenen „Lebensordnung“ dann schließe. Diese Kernelemente bedeuteten im Lichte des ideologischen Impetus die Wirklichkeit der „völkischen Verfassung“. „Angeborene“ politische Rechte, die dem Individuum um seiner selbst willen zukamen, fanden keine Anerkennung. Dem Einzelnen kam keine individuelle Beachtung zu, seine Rechtfertigung zog er lediglich aus Sinn und Wert einer Aufbauzelle des „Volkskörpers“. Ausdruck dieser Bedeutungslosigkeit des einzelnen war das Schlagwort aus dem 25-Punkte-Programm Gemeinnutz geht vor Eigennutz. Im Rahmen der nationalsozialistischen Rechtsauffassung sorgte das Individuum für keinerlei rechtlich belangvolles Interesse. Bereits vor den Nürnberger Gesetzen wurde dieser rassenideologische Ansatz vom später sehr kontrovers diskutierten Rechtswissenschaftler Karl Larenz auf das Zivilrecht übertragen und dort argumentiert.
Das Volk unterfiel Standeszuordnungen. So kategorisierte sich der Bauernstand, der Stand der Industrie, der Stand des Handels und Gewerbes, der des Handwerks, Verkehrs-, Heil-, Rechts-, Wehr- und Erziehungswesens. Auch gab es den Stand der Kunst und der Pflege der Wissenschaft. Als Reichsstände galten der Reichsnährstand, die Reichskulturkammer, bestehend aus Reichspresse-, Theater- und Musikkammer. Standesrecht gab es freilich nicht, denn der nationalsozialistische Staat wurde Einheitsstaat und nicht Ständestaat.

#### Die Justiz
Um den Schein der Legalität zu wahren, beließ Hitler viele Juristen im Amt, so auch im exponierten Reichsjustizministerium. Als Vertreter der hergebrachten Rechtsgrundsätze argwöhnten diese zwar gegen die Nationalsozialisten und versuchten noch rechtsstaatliche Prinzipien zu verteidigen, allerdings ließ der ministeriale Widerstand im gleichen Maße nach, wie der nationalsozialistische Druck sich aufbaute und erhöhte. Kaum anders erging es dem höchsten Gericht, dem Reichsgericht, dessen Präsident Erwin Bumke zunehmend vorgeführt wurde, bis er sich schließlich seiner Unabhängigkeit entbunden sah. Als aus den Reihen der Nationalsozialisten Otto Thierack 1942 zum Minister erkoren wurde, ergingen prompt dessen berüchtigte Richterbriefe. Sie dienten dem Ziel, die Unabhängigkeit der Justiz vollends aufzuheben.
Bereits Ende der 1920er Jahre wurde der Bund Nationalsozialistischer Deutscher Juristen (BNSDJ) gegründet. 1933 übernahm der BNSDJ die Gleichschaltung der Justiz in den Ländern in der Eigenschaft eines „Reichskommissars“. Die bestehenden Juristenorganisationen wurden angehalten, sich aufzulösen, damit sie funktional im BNSDJ aufgehen würden. Betroffen von dem Druckmoment waren nicht nur der Deutsche Richterbund, sondern auch der Anwalts- und der Notarverein. Auch die Organisationen der Justizbeamten und Gerichtsvollzieher mussten sich dem BNSDJ unterstellen lassen. Nachdem auch Juraprofessoren, Anwaltskammern und juristische Zeitschriften unter fremdbestimmte Kontrolle gebracht worden waren, verloren letztlich noch die Kammerbezirke ihre Selbstständigkeit, um mit Weisungsgebundenheit der Reichskammer unterstellt zu werden. In der Retrospektive bestätigt sich, dass die Mehrheit der Juristen sich nicht nur an die rechtsstaatszerstörenden Umstände anpasste, sondern sogar allgemeinen Zuspruch spendete.

##### Die Sondergerichte

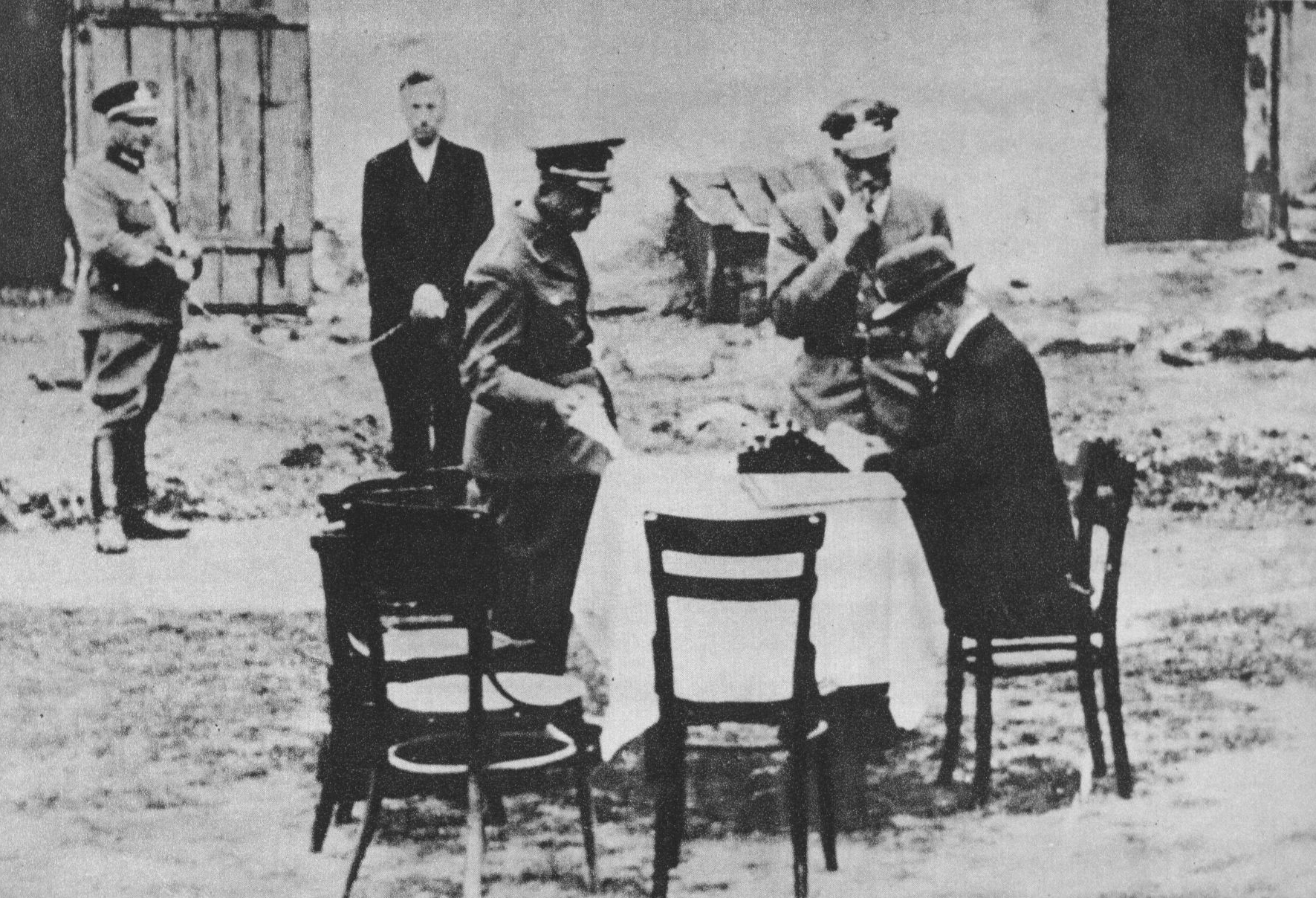
Sondergericht Bromberg; rechts sitzend der Richter

Die Reichsregierung beschloss die Einrichtung von Sondergerichten für politische Straftaten. Die Verteidigungsrechte des Angeklagten wurden zweckgebunden stark eingeschränkt. Die Eröffnung der Hauptverhandlung stand nicht mehr in Abhängigkeit zu einem stattgehabten Eröffnungsbeschluss und vorgeschaltetem Zwischenverfahren. Vernehmungsprotokolle wurden in Hauptverhandlungen nicht mehr geführt. Entscheidungen des Sondergerichts waren nicht rechtsmittelfähig. Die Richter mussten allerdings haushaltsplanmäßig angestellte Richter aus dem Oberlandesgerichtsbezirk sein, in dessen Sprengel das Sondergericht tätig war.

##### Der Volksgerichtshof
Neu eingerichtet wurde der Volksgerichtshof, dies für politische Schwerstverbrechen, wie Hoch- und Landesverrat sowie Angriffe gegen den Reichspräsidenten. Die Mitglieder des Volksgerichtshofs rekrutierten sich nicht mehr aus der Schar angestellter Richter, vielmehr wurden sie vom Reichskanzler auch ohne entsprechende Qualifikation auf fünf Jahre ernannt. Auch im Verfahren vor dem Volksgerichtshof waren Zwischenverfahren inopportun. Die Einlegung von Rechtsmitteln gegen Urteile war unzulässig. Die Wahl eines Verteidigers bedurfte der Genehmigung des Gerichts.

### Wirtschaftsverfassung
Zu einer Brechung der Zinsknechtschaft kam es nicht, ebenso wenig zu einer Verstaatlichung aller Betriebe oder einer „den nationalen Bedürfnissen angepasste Bodenreform“.
Die Wirtschaftsordnung unterlag ab 1936 dem Vierjahresplan und war seit 1939 eine Kriegswirtschaft.

### Die Abschaffung der Reichsfarben Schwarz-Rot-Gold
Das Reichsflaggengesetz von 1935 bestimmte als Reichsfarben die Farben schwarz-weiß-rot. Reichs- und Nationalflagge war seitdem die Hakenkreuzflagge. Bereits ab dem 12. März 1933 mussten die schwarz-weiß-rote Fahne des Kaiserreichs und die Hakenkreuzflagge gemeinsam gehisst werden. Dies war die Abkehr von den schwarz-rot-goldenen Farben des Deutschen Bundes (1848–1866) und den Reichsfarben der Weimarer Republik.

### Territoriale Erweiterung des Reichsgebietes

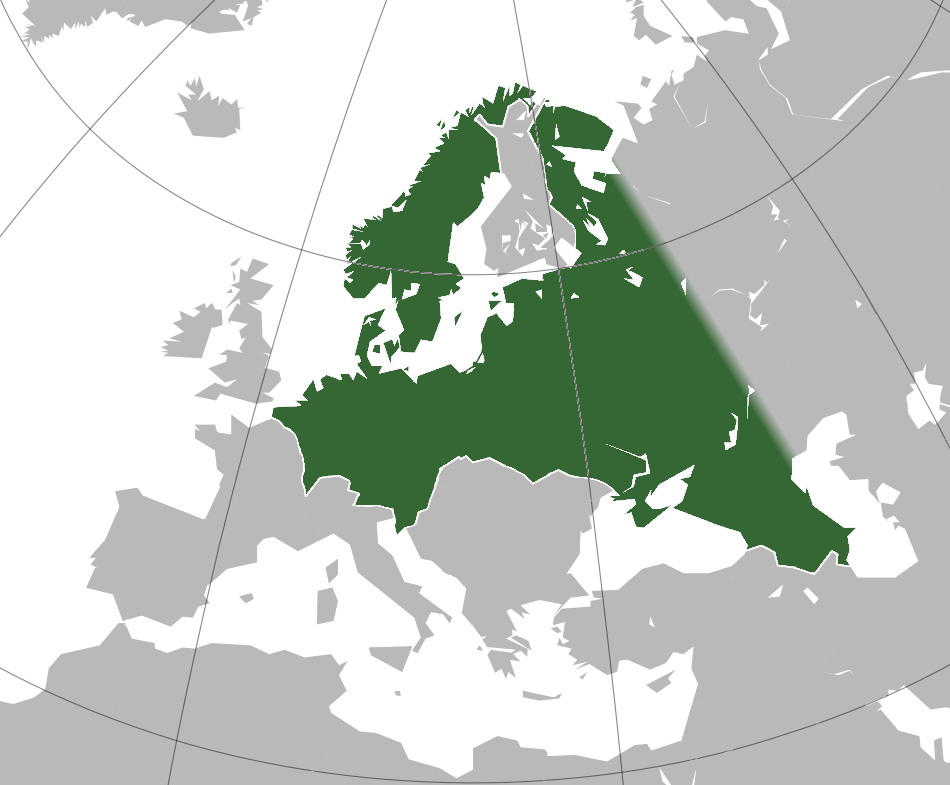
Geplante Ausdehnung des Großdeutschen Reiches im Zuge des Generalplans Ost

Neben den Staatsgrundgesetzen erhielten Verfassungsrang auch Regelungen über die territoriale Ausweitung des Reiches im Rahmen des Generalplan Ost. Mit ihnen sollte die „Einheit des Deutschen Volksreiches“ vollendet werden. Dazu gehörten 1938 der Anschluss Österreichs, die Wiedervereinigung mit den sudetendeutschen Gebieten und 1939 die Errichtung des Protektorats Böhmen und Mähren, sowie im gleichen Jahr die Wiedervereinigung des Memellandes mit dem Deutschen Reich.

## Kritik des völkischen Verfassungsrechts
Eine diesbezügliche Kritik im engeren Sinn gab es während der NS-Herrschaft 1933–1945 in Deutschland nicht. Reflexionen und Kritiken sind während dieser Zeit bestenfalls außerhalb Deutschlands zu finden, eine gezielte Aufarbeitung war erst nach 1945 möglich.
Ernst Fraenkel charakterisierte das nationalsozialistische Herrschaftsgefüge bereits im Jahre 1938 im britischen Exil als „Doppelstaat“ („dual state“), der in einen (herkömmlichen) Normenstaat und in einen Maßnahmestaat zerfallen sei, in dem das Recht nach politischen Opportunitäten instrumentalisiert oder ausgeschaltet werden könne.
In seinem Werk Behemoth. Struktur und Praxis des Nationalsozialismus 1933–1944 bezeichnete Franz Neumann  im amerikanischen Exil die nationalsozialistische Herrschaft als Nicht-Staat („non-state“), gekennzeichnet durch Ämterchaos, Kompetenzwirrwarr und „polykratische“ Verwerfungen.
Der ehemalige deutsche Richter und spätere hessische Generalstaatsanwalt Fritz Bauer plädierte am 11. März 1952 im Remer-Prozess vor dem Landgericht Braunschweig für eine Rehabilitierung der Attentäter vom 20. Juli 1944: „Ein Unrechtsstaat wie das Dritte Reich ist überhaupt nicht hochverratsfähig“.
Die moderne Verfassungslehre hat den Typus einer demokratischen Verfassung vor Augen, wie sie sich staatsrechtlich in der freien Welt durchgesetzt hat. Notwendige Elemente einer Verfassung dieses Zuschnitts sind: Die Achtung der Menschenwürde als Prämisse, das Prinzip der Volkssouveränität, das Prinzip der Gewaltenteilung, die Unverbrüchlichkeit der Grundrechte, die richterliche Unabhängigkeit, das Rechtsstaats-, Sozialstaats- und Kulturstaatsprinzip.
Das völkische Verfassungsrecht hob diese Grundsätze, die bereits in der Weimarer Verfassung galten, auf. Im Widerspruch zum rechtsstaatlichen Verständnis diente das völkische Verfassungsrecht nicht der Begrenzung von Staatsgewalt, sondern deren Ausweitung. Es beruhte auf dem Verhältnis einer Gefolgschaft zum Führer; alle anderen hatten am Recht nicht teil. Das völkische Verfassungsrecht bildete den polaren Gegensatz zu einer Rechtsordnung und führte zur Nichtachtung aller überkommenen Werte bis hin zum totalen Nihilismus. Das Recht des NS-Staats war Unrecht im Sinne der Verneinung jeder normativen Bindung. Die grundlegenden staatsrechtlichen Regelungen, die als völkisches Verfassungsrecht bezeichnet wurden, weisen nach der neuzeitlichen Verfassungslehre nicht die Eigenschaften einer Verfassung auf.

## Die Aufhebung des völkischen Verfassungsrechts nach dem Zweiten Weltkrieg
Der Zweite Weltkrieg in Europa endete mit der bedingungslosen Kapitulation der Wehrmacht am 8. Mai 1945. Vorangegangen war Hitlers Selbstmord am 30. April 1945.
Mit der Berliner Erklärung vom 5. Juni 1945 legten die alliierten Hauptsiegermächte die Grundsätze ihrer Deutschlandpolitik fest und übernahmen kraft Besatzungsrechts die oberste Regierungsgewalt in den deutschen Besatzungszonen. Auf der Potsdamer Konferenz vom 17. Juli bis zum 2. August 1945 vereinbarten die Regierungschefs der drei Hauptsiegermächte USA, Sowjetunion und Großbritannien, dass all diejenigen nazistischen Gesetze abgeschafft werden, welche Grundlage für das NS-Regime waren beziehungsweise die Diskriminierung aufgrund Rasse, Religion oder politischer Überzeugung ermöglichten. Mit den Kontrollratsgesetzen, insbesondere dem Kontrollratsgesetz Nr. 1 betreffend die Aufhebung von NS-Recht vom 20. September 1945 wurden aufgehoben:
- die Gesetzgebungskompetenz für die Reichsregierung,[136]
- die Amtsenthebung jüdischer Beamter,[137]
- das Analogiestrafrecht,[138]
- der Ein-Parteien-Staat,[139]
- die Diskriminierung von Juden im Eherecht[140] und im Staatsangehörigkeitsrecht.[141]

Die NSDAP wurde verboten; der Volksgerichtshof und die Sondergerichte wurden abgeschafft.
Obwohl die nationalsozialistische Herrschaft auf der Verweigerung von Grundrechten beruhte, hatte der Alliierte Kontrollrat die Grundrechte der Weimarer Reichsverfassung zunächst nicht wieder hergestellt. Auf britischer Seite wurde befürchtet, dass Grundrechte wie Rede- und Pressefreiheit die alliierte Besatzungsmacht gefährden und die Entnazifizierung erschweren könnten.

## Deutsches Verfassungsrecht seit 1949
Mit Inkrafttreten des Grundgesetzes (GG) wurde die völkische Verfassung auch nach außen hin erkennbar aufgegeben. Das GG normiert in bewusster Abkehr vom nationalsozialistischen Recht eine freiheitlich-demokratische Grundordnung, die nach Maßgabe des Bundesverfassungsgerichts „unter Ausschluss jeglicher Gewalt und Willkürherrschaft eine rechtsstaatliche Herrschaftsordnung auf der Grundlage der Selbstbestimmung des Volkes nach dem Willen der jeweiligen Mehrheit und der Freiheit und Gleichheit darstellt“.
Im neonazistischen Milieu, das für die Wiederaufnahme und Verbreitung nationalsozialistischen Gedankenguts steht, werden diese in der Rechtswissenschaft unbestrittenen Grundsätze geleugnet, so von der sogenannten Reichsbürgerbewegung oder der Nationaldemokratischen Partei Deutschlands. Die NPD vertritt seit ihrer Gründung 1964 programmatisch einen völkischen Nationalismus und strebt nach ihren Zielen und dem Verhalten ihrer Anhänger die Beseitigung der freiheitlichen demokratischen Grundordnung an. 2011 forderte ein früherer niedersächsischer Kommunalmandatsträger gar die Wiederinkraftsetzung der am 23. Mai 1945 geltenden Verfassung und Gesetze des Deutschen Reiches zur „Wiederherstellung der Handlungsfähigkeit des Deutschen Reiches als völkerrechtlicher Nationalstaat.“